# Pacific Tri-Nations 2005
Das Pacific Tri-Nations 2005 war die 22. und letzte Ausgabe des Rugby-Union-Turniers Pacific Tri-Nations. Dabei spielten die Nationalmannschaften von Fidschi, Samoa und Tonga um den Titel des Ozeanien-Meisters. Nach drei Spielen, in denen die drei Teilnehmer jeweils einmal gegen die beiden anderen Teams antraten, sicherte sich Samoa zum zehnten Mal den Titel.
Die Spiele waren gleichzeitig Bestandteil des ozeanischen Qualifikationsturniers für die Weltmeisterschaft 2007. Im Jahr 2006 wurde das Pacific Tri-Nations durch den Pacific Nations Cup ersetzt.

## Tabelle
|    | Land    | Spiele | Siege | Unent. | Ndlg. | Spiel- punkte | Diff. | Tabellen- punkte |
| -- | ------- | ------ | ----- | ------ | ----- | ------------- | ----- | ---------------- |
| 1. | Samoa   | 4      | 3     | 0      | 1     | 131:78        | + 53  | 10               |
| 2. | Fidschi | 4      | 3     | 0      | 1     | 74:81         | − 7   | 10               |
| 3. | Tonga   | 4      | 0     | 0      | 4     | 67:113        | − 46  | 4                |

## Ergebnisse
| 25. Juni 2005 | Fidschi                                                       | 19 : 11        | Tonga                                     | National Stadium, Suva Zuschauer: 5.500 Schiedsrichter: Robert Dickson (Schottland) |
| 25. Juni 2005 | Versuche: Bobo Erhöhungen: Little Straftritte: Bai Little (3) | (16:3) Bericht | Versuche: Halaʻufia Straftritte: Hola (2) | National Stadium, Suva Zuschauer: 5.500 Schiedsrichter: Robert Dickson (Schottland) |

| 2. Juli 2005 | Samoa                                                                                             | 50 : 28         | Tonga                                                                      | Apia Park, Apia Zuschauer: 9.000 Schiedsrichter: Matthew Goddard (Australien) |
| 2. Juli 2005 | Versuche: Faʻatau Andy Tuilagi Alesana Tuilagi (4) Erhöhungen: Warren (4) Straftritte: Warren (4) | (18:13) Bericht | Versuche: Filise Tonga Vaʻenuku Erhöhungen: Hola (2) Straftritte: Hola (3) | Apia Park, Apia Zuschauer: 9.000 Schiedsrichter: Matthew Goddard (Australien) |

| 9. Juli 2005 | Samoa | 36 : 10         | Fidschi                                                  | Apia Park, Apia Schiedsrichter: Matthew Goddard (Australien) |
| 9. Juli 2005 | Versuche: Sititi Tafunai Alesana Tuilagi Erhöhungen: Warren (3) Straftritte: Warren (4) Dropgoals: Warren | (19:10) Bericht | Versuche: Ligairi Erhöhungen: Little Straftritte: Little | Apia Park, Apia Schiedsrichter: Matthew Goddard (Australien) |

| 16. Juli 2005 | Tonga                                                     | 19 : 24        | Fidschi                                                               | Teufaiva Sport Stadium, Nukuʻalofa Schiedsrichter: Jonathan Kaplan (Südafrika) |
| 16. Juli 2005 | Versuche: Lutui Maʻasi Makasini Erhöhungen: ʻApikotoa (2) | (0:17) Bericht | Versuche: Luveitasau (2) Nadridri Strafversuch Erhöhungen: Bai Little | Teufaiva Sport Stadium, Nukuʻalofa Schiedsrichter: Jonathan Kaplan (Südafrika) |

| 23. Juli 2005 | Tonga                                                               | 19 : 30         | Samoa                                                                        | Teufaiva Sport Stadium, Nukuʻalofa Schiedsrichter: Craig Joubert (Südafrika) |
| 23. Juli 2005 | Versuche: Vaʻenuku Erhöhungen: ʻApikotoa Straftritte: ʻApikotoa (4) | (13:24) Bericht | Versuche: Faʻatau Farani Lemi Erhöhungen: Warren (3) Straftritte: Warren (3) | Teufaiva Sport Stadium, Nukuʻalofa Schiedsrichter: Craig Joubert (Südafrika) |

| 30. Juli 2005 | Fidschi                                                     | 21 : 15        | Samoa                   | National Stadium, Suva Zuschauer: 5.500 Schiedsrichter: Scott Young (Australien) |
| 30. Juli 2005 | Versuche: Bai Kunavore Erhöhungen: Bai Straftritte: Bai (3) | (13:6) Bericht | Straftritte: Warren (5) | National Stadium, Suva Zuschauer: 5.500 Schiedsrichter: Scott Young (Australien) |